# Бей-Мінетт
Бей-Мінетт (англ. Bay Minette) — місто (англ. city) в США, в окрузі Болдвін штату Алабама. Населення — 8107 осіб (2020).

## Географія

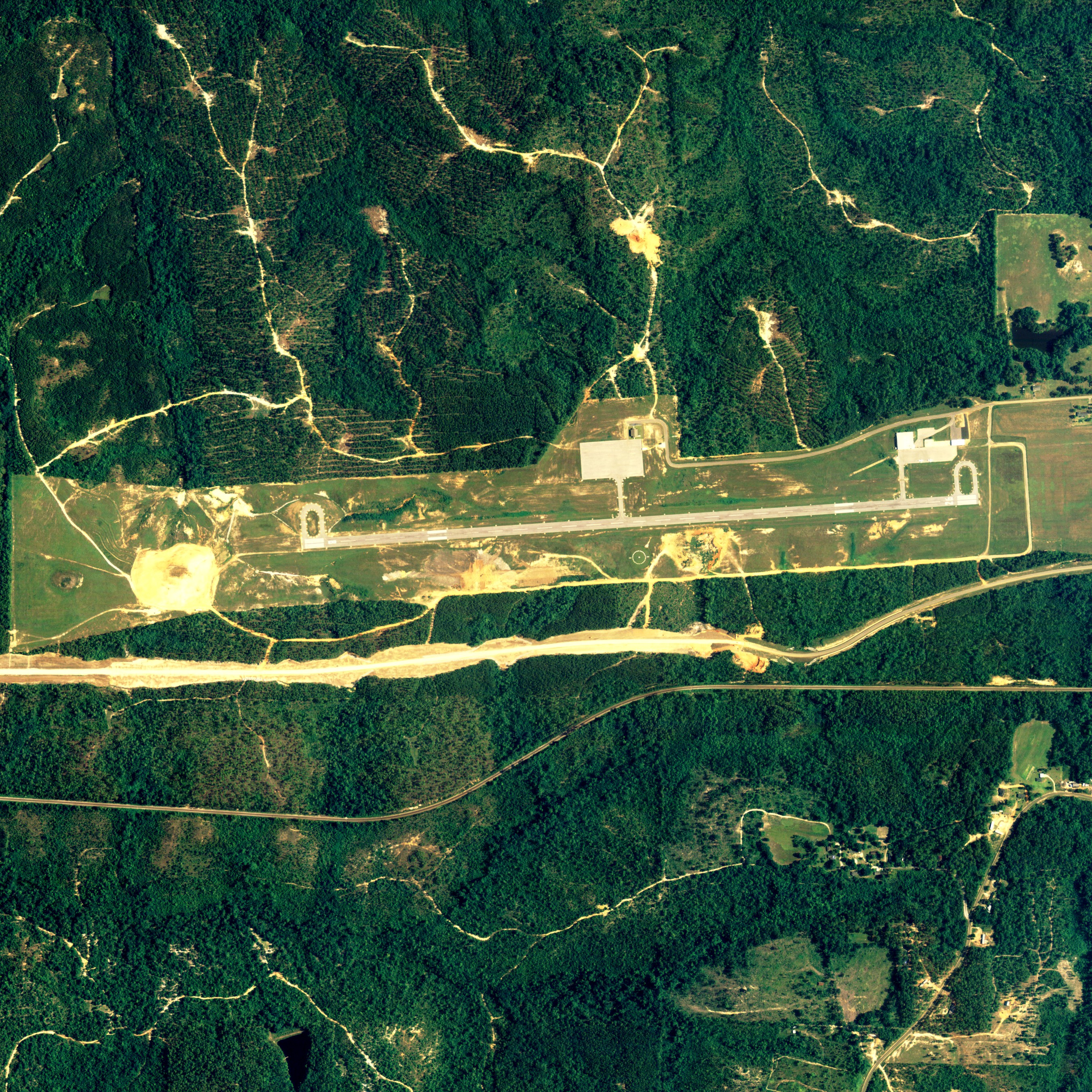
Муніципальний аеропорт Бей-Мінетта

Бей-Мінетт розташований  в соснових лісах північного округу Болдвін за 35 км на схід від міста Мобіл, штат Алабама, 45 милях на захід від міста Пенсакола, штат Флорида, і за 75 миль на схід від міста Білоксі, штат Міссісіпі за координатами 30°52′57″ пн. ш. 87°46′41″ зх. д. / 30.88250° пн. ш. 87.77806° зх. д. (30.882598, -87.778020).  За даними Бюро перепису населення США в 2010 році місто мало площу 22,36 км², з яких 22,19 км² — суходіл та 0,17 км² — водойми. В 2017 році площа становила 44,89 км², з яких 44,68 км² — суходіл та 0,20 км² — водойми.

### Клімат
| Клімат : Бей-Мінетт   | Клімат : Бей-Мінетт | Клімат : Бей-Мінетт | Клімат : Бей-Мінетт | Клімат : Бей-Мінетт | Клімат : Бей-Мінетт | Клімат : Бей-Мінетт | Клімат : Бей-Мінетт | Клімат : Бей-Мінетт | Клімат : Бей-Мінетт | Клімат : Бей-Мінетт | Клімат : Бей-Мінетт | Клімат : Бей-Мінетт | Клімат : Бей-Мінетт |
| Показник              | Січ.                | Лют.                | Бер.                | Квіт.               | Трав.               | Черв.               | Лип.                | Серп.               | Вер.                | Жовт.               | Лист.               | Груд.               | Рік                 |
| Середній максимум, °C | 16,7                | 18,3                | 22,2                | 25,6                | 29,4                | 32,2                | 32,2                | 32,2                | 30,6                | 26,7                | 21,1                | 17,8                | 25,6                |
| Середній мінімум, °C  | 5,0                 | 6,1                 | 10,0                | 12,8                | 17,2                | 21,1                | 21,7                | 21,7                | 19,4                | 13,9                | 8,9                 | 5,6                 | 13,3                |
| Норма опадів, мм      | 137                 | 130                 | 160                 | 132                 | 137                 | 147                 | 211                 | 168                 | 150                 | 84                  | 112                 | 132                 | 1697                |
| --------------------- | ------------------- | ------------------- | ------------------- | ------------------- | ------------------- | ------------------- | ------------------- | ------------------- | ------------------- | ------------------- | ------------------- | ------------------- | ------------------- |
| Джерело: Weatherbase  |                     |                     |                     |                     |                     |                     |                     |                     |                     |                     |                     |                     |                     |

## Демографія
Згідно з переписом 2010 року, у місті мешкали 8044 особи в 2744 домогосподарствах у складі 1884 родин. Густота населення становила 360 осіб/км².  Було 3101 помешкання (139/км²).
Расовий склад населення:
| - 60,4 % — білих - 35,3 % — чорних або афроамериканців - 1,0 % — корінних американців - 0,8 % — азіатів |

До двох чи більше рас належало 1,7 %. Частка іспаномовних становила 1,8 % від усіх жителів.
За віковим діапазоном населення розподілялося таким чином: 23,6 % — особи молодші 18 років, 61,9 % — особи у віці 18—64 років, 14,5 % — особи у віці 65 років та старші. Медіана віку мешканця становила 35,2 року. На 100 осіб жіночої статі у місті припадало 93,8 чоловіків;  на 100 жінок у віці від 18 років та старших — 92,2 чоловіків також старших 18 років.
Середній дохід на одне домашнє господарство  становив 46 011 долар США (медіана — 31 576), а середній дохід на одну сім'ю — 59 082 долари (медіана — 49 269). Медіана доходів становила 33 563 долари для чоловіків та 26 019 доларів для жінок. За межею бідності перебувало 26,3 % осіб, у тому числі 41,2 % дітей у віці до 18 років та 10,3 % осіб у віці 65 років та старших.
Цивільне працевлаштоване населення становило 3291 осіб. Основні галузі зайнятості: освіта, охорона здоров'я та соціальна допомога — 23,4 %, виробництво — 14,4 %, роздрібна торгівля — 12,0 %, мистецтво, розваги та відпочинок — 11,5 %.